# Édouard Placide Duchassaing de Fontbressin
Édouard Placide Duchassaing de Fontbressin (Le Moule, 1819 – Périgueux, 1873) è stato un naturalista francese.

## Biografia
Originario della Guadalupa, ha studiato zoologia, geologia e medicina a Parigi. In seguito, è tornato a Guadalupa come medico, spendendo il suo tempo libero a condurre ricerche sulla flora dell'isola. Successivamente, ha visitato diverse altre isole delle Antille, poi si è trasferito come medico a Santa Marta, Panama (1848), dove ha studiato storia naturale dell'istmo; ha inviato degli esemplari a Wilhelm Gerhard Walpers, (che in seguito divennero di proprietà di August Grisebach).
Intorno al 1850, ha conseguito una laurea in medicina a Copenaghen, poi si stabilì a Saint Thomas delle Indie occidentali danesi. Rimase a Saint Thomas per 15 anni, durante i quali ha fatto delle ricerche di spugne e coralli, la raccolta e la descrizione di un gran numero di specie con Giovanni Michelotti (1812-1898). Dal 1867 in poi, è stato nella regione di Périgord della Francia.
Il genere di pianta Duchassaingia (sinonimo Erythrina, famiglia Fabaceae) è stato chiamato in suo onore da Wilhelm Gerhard Walpers.

## Pubblicazioni principali
- Mémoire sur les coralliaires des Antilles, 1860 (con Giovanni Michelotti).
- Spongiaires de la Mer Caraibe, 1864 (con Giovanni Michelotti).
- Revue des zoophytes et des spongiaires des Antilles, 1870.[3]

| Duchass. è l'abbreviazione standard utilizzata per le piante descritte da Édouard Placide Duchassaing de Fontbressin. Consulta l'elenco delle piante assegnate a questo autore dall'IPNI. |

| Duchassaing è l'abbreviazione standard utilizzata per le specie animali descritte da Édouard Placide Duchassaing de Fontbressin. Categoria:Taxa classificati da Édouard Placide Duchassaing de Fontbressin |